# ジェームズ・アバークロンビー (初代準男爵)
初代準男爵サー・ジェームズ・アバークロンビー（英語: Sir James Abercrombie, 1st Baronet、1679年と1683年の間 – 1724年11月14日）は、グレートブリテン王国の政治家。1710年に短期間庶民院議員を務めた。

## 生涯
第4代ハミルトン公爵ジェームズ・ハミルトンの庶子として生まれた。
1696年5月24日にエンサイン（歩兵少尉）としてロイヤル・スコッツ連隊に入隊した。1697年に一旦半給扱いになったものの、1701年に大尉に昇進した。スペイン継承戦争で初代マールバラ公爵ジョン・チャーチルの部下として参戦、1704年のブレンハイムの戦いで初代オークニー伯爵ジョージ・ダグラス＝ハミルトンのエー＝ド＝カン（副官）を務めた。以降1709年ごろまでオークニー伯爵の副官を務めたほか、1706年に少佐への名誉進級辞令を受けた。1709年のマルプラケの戦いにも参戦し、同年に中佐に昇進した後、戦争での功績により1710年3月8日に準男爵に叙された。
1710年1月、ダイザート・バラ選挙区の補欠選挙に出馬した。父ハミルトン公爵の影響力のほか、第3代リーヴェン伯爵デイヴィッド・レズリーの支持も得たため、第9代ロシズ伯爵ジョン・レズリーが反対したにもかかわらず当選を果たした。議会ではコート派（宮廷派）を支持して投票した。同年の総選挙に出馬せず、1年満たずで議員を退任した。1713年イギリス総選挙ではダイザート・バラ選挙区かラナーク・バラ選挙区での出馬を検討したが、いずれも実現しなかった。
1710年12月から1711年3月までコールドストリームガーズ副隊長を務め、1711年11月に大佐への名誉進級辞令を受けた。1712年10月24日に副総督（Town Major (Lieutenant Governor)）としてダンケルク駐留になり、ダンケルクの要塞解体を監督した。
1724年11月14日におそらく生涯未婚のままチャリング・クロスで死去、準男爵位は廃絶した。